# 岡山 - 北房線
岡山 - 北房線（おかやま - ほくぼうせん）は岡山市と高梁市・真庭市（北房地域）を結んでいた高速バスである。
席は全便自由席。

## 歴史
- 当初は、岡山～新見線として運行されていたが、後に短縮された。
- 長年1日2往復の運行であったが、2007年10月1日から1日1往復に減便して運行された。
- 2008年9月30日の運行を以って廃止となった。

## 運行会社
- 備北バス
- 岡山側の発券業務は下津井電鉄が担当。

## 停車停留所
▼・▽…北房行は乗車のみ、岡山行は降車のみの扱い（白は一部便のみ運行）
▲…岡山行は乗車のみ、北房行は降車のみの扱い
| 停車停留所名       | 停留所所在地 | 停留所所在地     |   | 備考                                                  |
| ------------------ | ------------ | ---------------- | - | ----------------------------------------------------- |
| 天満屋バスセンター | 岡山県       | 岡山市           | ▼ | 13番乗り場に停車                                      |
| NTT岡山前          | 岡山県       | 岡山市           | ▼ |                                                       |
| 岡山駅前           | 岡山県       | 岡山市           | ▼ | 中銀前から発車 ドレミの街・岡山高速バスセンターに到着 |
| 岡山駅             | 岡山県       | 岡山市           | ▽ | 北房行乗車のみ                                        |
| 駅前町             | 岡山県       | 岡山市           | ▽ | 岡山行降車のみ                                        |
| 跨線橋東           | 岡山県       | 岡山市           | ▼ |                                                       |
| 済生会病院前       | 岡山県       | 岡山市           | ▼ |                                                       |
| 岡工口             | 岡山県       | 岡山市           | ▼ |                                                       |
| 三門               | 岡山県       | 岡山市           | ▼ |                                                       |
| 賀陽IC入口         | 岡山県       | 加賀郡吉備中央町 | ▲ | 料金所外の乗り場に停車                                |
| 有漢IC（岡山道）   | 岡山県       | 高梁市           | ▲ |                                                       |
| 北房水田（岡山道） | 岡山県       | 真庭市           | ▲ |                                                       |
| 北房IC入口         | 岡山県       | 真庭市           | ▲ |                                                       |
| 中田原             | 岡山県       | 真庭市           | ▲ |                                                       |
| 井尾口             | 岡山県       | 真庭市           | ▲ |                                                       |
| 谷尻               | 岡山県       | 真庭市           | ▲ |                                                       |
| 畑中               | 岡山県       | 真庭市           | ▲ |                                                       |
| 北房中学校前       | 岡山県       | 真庭市           | ▲ |                                                       |
| 安末               | 岡山県       | 真庭市           | ▲ |                                                       |
| 至道高校前         | 岡山県       | 真庭市           | ▲ |                                                       |
| 呰部               | 岡山県       | 真庭市           | ▲ |                                                       |
| 蟹川               | 岡山県       | 真庭市           | ▲ |                                                       |
| 蟹川上             | 岡山県       | 真庭市           | ▲ |                                                       |
| 下中津井           | 岡山県       | 真庭市           | ▲ |                                                       |
| 中津井             | 岡山県       | 真庭市           | ▲ |                                                       |
| 定                 | 岡山県       | 真庭市           | ▲ |                                                       |
| 平田               | 岡山県       | 真庭市           | ▲ |                                                       |
| 清常               | 岡山県       | 真庭市           | ▲ |                                                       |
| 清常上             | 岡山県       | 真庭市           | ▲ |                                                       |
| 藤田               | 岡山県       | 真庭市           | ▲ |                                                       |
| 大笠               | 岡山県       | 真庭市           | ▲ |                                                       |
| 高岡               | 岡山県       | 真庭市           | ▲ |                                                       |
| 高岡上             | 岡山県       | 真庭市           | ▲ |                                                       |

## 運行経路
- 岡山市内 - 国道53号 - 国道180号 - 国道53号 - 岡山IC - 岡山自動車道 - 賀陽IC - 吉備中央町内（賀陽IC入口） - 賀陽IC - 岡山自動車道 - 中国自動車道 - 北房IC - 国道313号 - 真庭市（北房地域）内

## 所要時間・運賃
天満屋バスセンター～高岡上
- 1時間20分
- 片道1,600円　往復2,400円

天満屋バスセンター～呰部
- 1時間10分
- 片道1,470円　往復2,210円

天満屋バスセンター～北房水田
- 58分
- 片道1,460円　往復2,190円

天満屋バスセンター～有漢IC
- 51分
- 片道1,190円　往復1,790円

天満屋バスセンター～賀陽IC
- 41分
- 片道950円　往復1,430円

岡山駅/駅前町～高岡上
- 1時間15分
- 片道1,600円　往復2,400円

岡山駅/駅前町～呰部
- 1時間5分
- 片道1,470円　往復2,210円

岡山駅/駅前町～北房水田
- 53分
- 片道1,460円　往復2,190円

岡山駅/駅前町～有漢IC
- 46分
- 片道1,190円　往復1,790円

岡山駅/駅前町～賀陽IC
- 36分
- 片道950円　往復1,430円

## 運行回数
- 昼行1往復

## 車内設備
- 4列シート

## 運行車両
- 日野 セレガFD
- 日野・ブルーリボンFS
- 日野・リエッセ
  - 通常はセレガFDを使用しているが、車両整備時の代走としてブルーリボンFS（まれにリエッセ）が使用されている。